# Андрієць Олег Анатолійович
Оле́г Анато́лійович Андріє́ць (нар. 23 квітня 1973, Одеса, Українська РСР, СРСР — пом. 1 вересня 2014, Саханка, Україна) — український прикордонник, майор, Державна прикордонна служба України, зв'язківець, Одеський прикордонний загін. 

## Життєпис
Народився 1973 року в місті Одеса (також вказується село Вертіївка). 1990 року закінчив Вертіївську середню школу; вступив до Полтавського вищого військового командного училища зв’язку імені Маршала К. Москаленка.
Після закінчення училища направлений для проходження подальшої військової служби до міста Одеса.
Начальник відділення супроводження інформаційно-телекомунікаційних систем відділу зв'язку, автоматизації та захисту інформації — штаб 26-го прикордонного загону.
1 вересня 2014 близько 21-ї години прикордонний наряд, що пересувався на автомобілі «УАЗ», вступив у бойове зіткнення поблизу села Саханка — біля Маріуполя — із загоном бойовиків. Прикордонники викликали підкріплення, до його приходу стримували натиск терористів; у перебігу бою 1 прикордонник загинув та 3 отримали поранення.
Вдома залишилися мама; дружина та донька 2000 р.н. Похований на Таїровському кладовищі в Одесі.

## Нагороди
- 29 вересня 2014 року — за особисту мужність і героїзм, виявлені у захисті державного суверенітету та територіальної цілісності України, вірність військовій присязі під час російсько-української війни нагороджений орденом «За мужність» III ступеня (посмертно).
- Відповідно до Закону України «Про військовий обов'язок і військову службу», Положення про проходження громадянами України військової служби в ДПСУ, за героїзм та мужність, проявлені під час виконання завдань із забезпечення захисту суверенітету та територіальної цілісності України наказом Голови Державної прикордонної служби України від 01.09.2017 року № 906-ОС надано чергове військове звання підполковник — майору Андрійцю Олегу Анатолійовичу — начальнику відділення супроводження інформаційно — телекомунікаційних систем відділу зв'язку, автоматизації та захисту інформації штабу прикордонного загону (посмертно)
- Його портрет розміщений на меморіалі «Стіна пам'яті загиблих за Україну» у Києві: секція 4, ряд 6, місце 12